# Тагармишево
Тагармишево или Тагармиш (на гръцки: Υδρόμυλοι, Идромили, до 1926 година Ταγαρμίς, Тагармис или Ταργαμίς, Таргамис) е бивше село в Егейска Македония, Гърция, на територията на дем Пела, административна област Централна Македония.

## География
Руините на селото са разположени в северозападния край на Солунското или Пазарското поле, на десния бряг на Гумендженската река между селата Кониково (Дитико) и Бозец (Атира).

## История

### В Османската империя
В XIX век Тагармишево е българско село в Ениджевардарска каза на Османската империя. В 1848 година руският славист Виктор Григорович описва в „Очерк путешествия по Европейской Турции“ Гърмышево като българско село.
На австро-унгарската военна карта е отбелязано като Тавремешли (Текрим Вермешли) (Tavrermešli (Tekrim Vermešli), на картата на Йоргос Кондоянис е отбелязано като Текри Вермесли (Τεκρή Βερμεσλή), християнско село.
Към 1900 година според статистиката на Васил Кънчов („Македония. Етнография и статистика“) Текри Вермишли (Тогармишево) има 95 жители турци.
По данни на Екзархията в 1910 година Тагармишево има 8 семейства и 43 жители българи.

### В Гърция
През Балканската война в 1912 година селото е окупирано от гръцки части и остава в Гърция след Междусъюзническата война в 1913 година. В 1912 година е регистрирано като селище с християнска религия и „македонски“ език. Преброяването в 1913 година показва Тагармис (Ταγαρμίς) като село с 33 мъже и 40 жени. Боривое Милоевич пише в 1921 година („Южна Македония“), че Тагармишево има 15 къщи славяни християни.
Всичките 8 български семейства на селото се изселват в България. Ликвидирани са 5 имота на жители, преселили се в България. Малко по-късно в селото са заселени 2-3 влашки стотовъдни семейства, но и те по-късно го напускат. В 1926 година е прекръстено на Идромили.
| Година    | 1913 | 1920 | 1928 | 1940 | 1951 | 1961 | 1971 | 1981 | 1991 | 2001 | 2011 | 2021 |
| --------- | ---- | ---- | ---- | ---- | ---- | ---- | ---- | ---- | ---- | ---- | ---- | ---- |
| Население | 73   | 0    | 12   |      |      |      |      |      |      |      |      |      |